# Étienne Pasquier (humaniste)
Pour les articles homonymes, voir Étienne Pasquier et Pasquier.
Étienne Pasquier, né le 7 juin 1529 à Paris où il est mort le 1er septembre 1615, est un homme d'État, juriste, humaniste, poète et magistrat français.

## Biographie
Durant sa jeunesse, il réside à Paris. Il devient avocat au Parlement, en 1549, après avoir achevé ses études sous la direction de Jacques Cujas.
Durant les guerres de Religion, désireux de participer à la réconciliation entre protestants et catholiques, il s'attache à chercher les origines historiques de l'unité de la nation française jusque dans le passé préchrétien du pays. Mettant à profit une longue convalescence après un empoisonnement accidentel survenu en 1558, il commence à travailler sur ce sujet jusqu'en 1560, année où il publie le premier tome de ses Recherches de la France.
En 1565, il s'illustre en tant que partisan du gallicanisme par sa plaidoirie dans le procès qui oppose l'université de Paris aux Jésuites, faisant triompher la cause de la première. Il participe également aux Grands Jours de Poitiers (1579) et de Troyes (1583) : lors de ces assises, qui se tiennent irrégulièrement jusqu'à la fin du XVIIe siècle, une commission dont les membres sont sélectionnés par le roi au sein du Parlement de Paris est envoyée en province avec tout pouvoir pour entendre et régler les affaires qui lui sont soumises, en particulier celles qui concernent l'abus de droits seigneuriaux. À la faveur de ces événements, Étienne Pasquier rédige et publie les plaisanteries qu'il échange avec ses collègues.
En 1585, il est nommé par Henri III avocat-général du roi à la Chambre des comptes. Il s'y distingue en s'opposant au système de la vente des terres et des charges héréditaires.
Les guerres de Religion le contraignent, en 1588, à quitter Paris pour Tours pendant la Ligue : il met ces années à profit pour travailler sur ses Recherches. En mars 1594, il regagne la capitale avec le convoi d'Henri IV.
Il y reprend son travail avant de prendre sa retraite. Ensuite, il publie en près d'une décennie un grand nombre d'œuvres littéraires, avant de mourir à l'âge de quatre-vingt six ans des suites d'une maladie foudroyante, le 1er septembre 1615.

## Œuvre
Son œuvre considérable n'a jamais été réunie et publiée intégralement. L'édition de référence est celle d'Amsterdam (2 vols. fol., 1723). La sélection de Léon Feugère, publiée en deux volumes avec une introduction élaborée à Paris, en 1849, en est la plus accessible.
L’auteur des Recherches de la France est un précurseur important de l’historiographie moderne, inspiré par des méthodes de ses confrères italiens. Il cite fréquemment comme sources primaires des chroniqueurs contemporains. Il cherche à produire une reconstruction la plus exacte possible du passé, pour étudier les besoins actuels de la France, en période de crise. Il écrit une histoire nationale, des cultures, des coutumes, des institutions, sans patriotisme agressif et exclusif. Il remonte au monde gaulois, qu’il oppose au monde romain : l’histoire de la France vaut bien celle de Rome. Et il critique certains aspects qui freinent l’évolution : usage du latin, droit romain…
En tant que poète, Étienne Pasquier fut un membre mineur du mouvement de la Pléiade. Plus intéressantes sont ses œuvres en prose : ses Recherches en trois volumes, ses lettres et ses plaidoiries.

## Publications

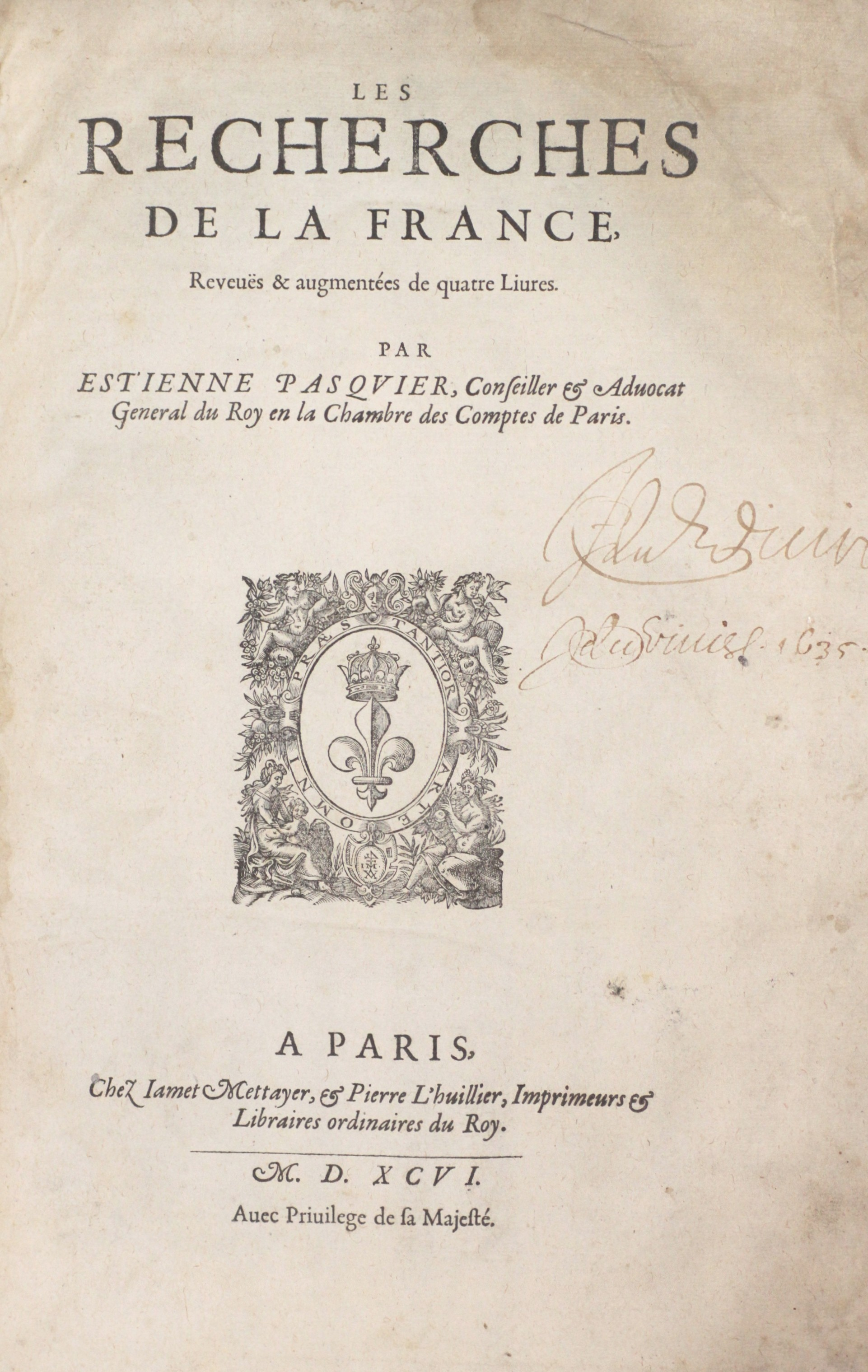
Recherches de la France, 1596.

- Plaidoyé de l’Vniuersité de Paris, encontre les Iesuites; prononcé en 1565 au parlement, publié pour la première fois en 1594 (Paris, Abel l'Angelier), et republié à la fin de la IIIe partie des Recherches de la France (1621).
- Jeus poétiques, Paris, J. Petit-Pas, 1610.
- Les Lettres d'Estienne Pasquier, Paris, J. Petit-Pas, 1619, 22 livres (I-X, 1586 ; XI-XXII, 1619, soit 284 missives adressées à plus de cent trente destinataires, édition de André du Chesne) (tome 3)
- Des recherches de la France, livre premier et second, plus Un pourparler du prince et quelques dialogues, le tout par Etienne Pasquier, advocat en la Court de Parlement à Paris, Gilles Robinot, Paris, 1581 (lire en ligne)
- Les Recherches de la France d'Estienne Pasquier, conseiller et advocat général du Roy en la Chambre des comptes de Paris augmentée en ceste dernière édition de trois livres entiers, outre plusieurs chapitres entrelassez entre chacun des autres livres, tirez de la bibliothèque de l'autheur, chez Laurens Sonnius, Paris, 1621 (lire en ligne).
- Les recherches de la France d'Estienne Pasquier conseiller et advocat general du Roy en la chambre des comptes de Paris. : Augmentées en ceste derniere édition de trois livres entiers, outre plusieurs chapitres entrelassez en chacun des autres livres, tirez de la bibliothèque de l'autheur., Paris, Etienne Dauvel, Martin Colet, 1633 (lire en ligne) Étienne Pasquier avait plaidé pour l'Université contre les Jésuites et, lorsqu'en 1621, ses enfants donnèrent une édition augmentée des Recherches de la France il n'en fallut pas plus pour que Garasse – qui voyait partout des ennemis de la religion et de son ordre – se déchainât dans ces Recherches des Recherches. Tout le livre IV est, en particulier, consacré à démontrer que Pasquier était libertin. Moins connues que la Doctrine curieuse, les Recherches des Recherches, qui sont le premier grand ouvrage de Garasse, projettent une lumière très intéressante sur la psychologie de leur auteur et sur une certaine mentalité de l'époque.
- Les Recherches de la France, éd. Marie-Madeleine Fragonard-François Roudaut (dir.) et alii, Paris, Champion, 1996.
- Les œuvres d'Estienne Pasquier, contenant ses Recherches de la France, son Plaidoyé pour M. le duc de Lorraine ; celuy de Me Versoris, pour les jésuites, contre l'Université de Paris ; Clarorum virorum ad Steph. Pasquierium carmina ; Epigrammatum libri sex ; Epitaphiorum liber ; Iconum liber, cum nonnullis Theod. Pasquierii in Francorum Regum icones notis ; ses lettres ; ses oeuvres meslées ; et les lettres de Nicolas Pasquier, fils d'Estienne, Compagnie des libraires associez, Amsterdam, 1723 tome 1, tome 2
- Léon Feugère, Œuvres choisies d'Étienne Pasquier, Paris, F. Didot, 1849, 2 vol. gr. in-18 tome 1, Vie d'Étienne Pasquier, tome 2
- Publié par le duc Pasquier et annoté par Charles Giraud, L'interprétation des Institutes de Justinian : avec la conférence de chasque paragraphe aux ordonnances royaux, arrestz de parlement et coustumes générales de la France, ouvrage inédit d'Étienne Pasquier,  Videcoq aîné éditeur, Paris, 1847 (lire en ligne)